# Survivalcraft
Survivalcraft(サバイバルクラフト)はタブレットで遊べるサンドボックスゲームである。日本での通称は「サバクラ」。

## 概要
主人公が仲間に未知の大陸に置き去りされ、そこでサバイバル生活をするという設定である。

### ゲーム本体について
プラットフォーム
Survicalcraftの対応プラットフォームはAndroid、Windows Phone、iOSとなっている。

## システム
Minecraftとよく似た構成になっている。立方体のブロックで構成された世界で、プレイヤーはそれを組み合わせたり、破壊したりして、道具や建築物を作ることが可能である。

### プレイモード
Minecraftと同様に、難易度や、目的などに応じた幾つかのプレイモードがある。モード変更はワールド作成時だけでなく、途中からでも可能。Creative modeのスーパーフラット以外では、ワールド生成時にシードという値を入れておくことで、そのシード特有のワールドを作ることができる。(これによって、違うプレーヤー間でも同じ構成のワールドでプレイすることができる。)
Challenging mode
一般的なモード。地形はランダムに生成され、プレイヤーはこの世界で生き残るためにプレイするという方式になる。動物に襲われたり、高所から落ちたりするとダメージをうけ、量によっては死に至る。死んだ場合、ゲームスタート時にいた場所、若しくは死ぬ直前に寝た場所から復活する。この時持っていたアイテムは、死んだ場所にばらまかれ、一定時間後には消滅する。死ぬ回数に制限は無い。
Harmless mode
Challengingの難易度を低くしたモード。敵対mobが全て中立mobとなり、プレイヤーが攻撃しない限り襲ってくることはない。mobのプレイヤーに対する夜間追跡能力もないため、夜でも出歩ける。また、高所から落ちた時のダメージ量も軽減されている。
Cruel mode
最高難易度のモード。MinecraftのHardcore modeにあたり、一度死んだら生き返ることはできない。死んだ場合、次にそのワールドを選ぶと、死んだ場面のみが再生され、なにもできない。ワールド新規作成時に選択すると、その後ほかのモードに変更することはできなくなる。他のモードで作ったワールドをCruelに変更することも不可能。
Creative mode
サバイバルするのではなく、ブロックを使って何かを作りたい場合などに使うモード。他のモードと以下の点で違う。
- 岩盤を除くあらゆるブロックを無制限に使うことができる。
- mobスポーナーをつかいmobを特定の場所にスポーンさせることができる。(シャチなど、スポーナーがないものもあるが、基本的に全ての動物で可能）
- フライモードという重力を無視して飛び回れるモードがある。高所の建築などに活用される。
- ダメージを受けるエフェクトはあるが基本的にそれで死ぬことはない。(ただし、ワールドの上限にぶつかると死亡する)
- ver1.27から追加された落雷ボタンでは、画面上のランダムな場所に雷を落すことができる。

このモードで世界を作るときのみ、スーパーフラットや、地面を構成するブロックの変更などができる。Harmless modeと同じように、全ての敵対mobが中立mobとなる。
Adventure mode
Minecraftのアドベンチャーモードとほぼ同じ。ChallengingやHarmlessなどのモードでは素手で破壊することができる岩などのブロックが、特定の道具を使わないと壊せなくなっている。ワールド新規作成時には、このモードを選択することはできない。一度作ったワールドなら変更可能。survivalcraftでは、自分の作ったマップをネットに上げることで、他の人がそのマップをダウンロードしてプレイすることができるようになっている。

### テクスチャ
Survivalcraftでは、後述のコミュニティコンテンツを通じて世界のプレイヤーが作ったテクスチャをダウンロードすることができるようになっている。テクスチャの適用も簡単であり、個々のワールド毎に設定できるなど自由度も高い。

### コミュニティコンテンツ
Survivalcraftでは、フォーラムにアップロードされたワールド、テクスチャ、キャラクタースキンを自由にダウンロードできるしくみが存在している。それぞれ、他プレイヤーの評価やダウンロード数をもとに、ランキングされており、プレイヤーはこれらのワールドを自由に使うことができる。

## 用語解説
スロット(slot)
アイテムを置くマス目。
アイテムスロット
プレイ中に画面下部に存在する、アイテムを置ける部分。ここに置いてあるアイテムのうち1つが、手に装備されることになる。Ver1.27にて、数が4から6に変更された。
アイテムスロットのみ、肉などの普通は12個しか置けないものが40個まで置けるようになっている。
インベントリー(Inventory)
プレイヤーが最初からもっている、スロット16個の領域。
スポーン(Spawn)
mobがマップ上に出現すること。何もないところから出現する。creative modeではスポーナーもしくは卵をつかってmobを意図的にスポーンさせることが可能。creative mode以外でも卵を産む動物の場合その卵を地面や壁になげつけることで一定確立でスポーンする。
リスポーン(Respawn)
プレイヤーが死んだ時に、復活すること。復活場所は死ぬ前に最後に寝た場所か、ゲーム開始地点。
スタック(Stack)
同じブロックは一つのスロットにまとめることができる。それぞれ上限量が設定されており、普通のブロックは40、肉や卵などの食品は12。例外としてツルハシや服などの消耗品はスタックできなくなっている。
スーパーフラット(Superflat)
クリエイティブモードでワールドを作る時に出現するワールド生成に関するオプション。通常ワールドは大小の起伏や様々なブロックが含まれているが、完全な平面のワールドを作ることができる。この時、ワールドを構成するブロックは1種類のみ(土ならば、地面から岩盤の上まで全て土)になる。土や花崗岩以外にも、木材やガラスなどでワールドを作ることができる。また、海の水をマグマに変えるオプションもあり、一風変わったワールドになる。

## プレイヤー
Survivalcraftのプレイヤーは、孤島に置き去りにされた1人の男を操作してゲームをプレイする。(キャラクタースキンで外見を変えることは可能。つまり、女としてもプレイできる。後述の服に関しては、スキンの上から重ね着する形になる)

### パラメータ
プレイヤーには6つのパラメータがあり、周囲の状況にあわせて変化する。基本的にクリエイティブモードでは変化しない。
生命力(Health)
アイテムスロットの上に表示される3つのパラメータのうち、ハートで表現されるもの。次のいずれかによってダメージを受ける。
- 空腹が限界をこえ、飢餓の状態になる
- mobからの攻撃を受ける。
- 高所から落ちる。
- 水の中に長い間潜る(酸欠)。
- 砂などの自由落下するブロックに上から激突される。
- 天井に激突する。
- 雷にあたる。
- 炎が燃え移る。

ダメージの量は、飢餓などの時間経過で次第に減っていくものと、雷などの一瞬で減るものとかある。ハートが全てなくなると死亡となり、challenging、harmless、adventureでは画面のタップで、直前に寝た場所かゲーム開始地点に復活する。cruelではこの時点でゲームオーバーとなる。付けていた服、アイテムは死んだ場所にばらまかれ一定時間経過で消滅する。creative modeでは基本的にダメージを受けることはないが、ゲームの上方向の上限にぶつかると即死する。
体力(Stamina)
プレイヤーが走ったり山を登ったりすると、減少する。一定以上減ると走る速度が遅くなり、段差が登れなくなる。この時も、階段ブロックは登ることができる。
満腹度(Food)
一覧左下の茶色のパラメータ。ゲーム開始時に満腹から始まり、時間経過で減少する。食事をすることで回復する。
酸素(Air)
一覧右上のパラメータ。水に潜ると減少する。一定時間以上潜るとプレイヤーはおぼれはじめ、ダメージを受ける。
体温(Body heat)
ver1.26にて追加されたパラメータ。一覧右中。雨に濡れたり、水に潜る、気温の低い地帯にいくなどして低下する。服を着ることで低下を抑えることができる。
湿り気(Wetness)
ver1.26にて追加された。一覧右下。雨に濡れたり、水に潜ると上昇する。少しずつ乾いていくが、かまどなどが燃えている近くなど、気温の高いところでは早く乾く。

### プレイヤーの凍傷
プレイヤーが寒い地帯に服を付けずにいたり、水に濡れていたりすると、画面の四隅から白い部分が侵食してくる。これはプレイヤーの体温が低下して凍傷になりかけていることを示している。そのままにしておくと白い部分が画面を埋めつくしていき、ダメージをうけ、行動スピードが低下しやがて死に至る。暖かい場所にいくことで白い部分は消える。

## 世界
サバイバルクラフトの世界は、Minecraftと同様に、プレイヤーの動きに連れて、周囲の地形が生成されていく、無限地形である。これは、スタート時点に主人公を置いていく舟の方向にも有効であり、クリエイティブモードでこの舟を追いかけると、延々と海が生成されていく。

### バイオーム
Minecraftと同じように、サバイバルクラフトにも、バイオームと呼ばれる気候帯が存在する。Minecraftに比べるとその種類は少ない。木が生えるか生えないかは、その地点の温度、湿度及び砂漠か否かに左右される。温度、湿度はそれぞれ温度計、湿度計で調べることができる。

#### バイオーム同士の境界
それぞれのバイオームは、現実味を出すために、四角形ではなく縁がある程度ギザギザになっている。しかし、後述の雨や雪に関しては、そのような処理が施されていないようで、砂漠と平原の境界などでは、砂地の上に雨が降る場所なども存在している。
温暖な森林
プレイ序盤から必要になる木材が豊富に存在する過ごしやすいバイオーム。木にはツタが付いていることもあり、これは糸にして、弓をつくるのに使われる。植生は樫や白樺。
草原
木が生えていない平地。木を植える事で森林にすることが可能。落とし穴が生成されることがある。
荒地
木が生えておらず、草もほとんどない平地。草原や温暖な森林と比べると地面の緑色が幾分灰色を帯びているので判断できる。木を植えると、枯れ灌木になる。(木材を取れるようにならずに枯れる)
砂漠
砂で構成された平原。砂の下には砂岩、硝石などが存在する。植物はサボテンのみであり、ダチョウ、ラクダなどはこのバイオームに出現する。
雪の降る森林
温暖な森林と、雪が降るというところ以外には大した違いはない。ただし、植生が異なる(シラカバとトウヒ)。樫の木は、寒冷地では育たないためと考えられる。
雪の降る荒地
荒地と、雪が降るというところ以外には違いはない。
山岳
土、岩、砂などで構成される山岳。山岳周囲のバイオームとほぼ同じ気候になる。Minecraftの山に比べると、小振りのものが多い。洞窟があることが多い。

### 構造物
Minecraftでは村や遺跡、ピラミッドなどが生成されるが、サバイバルクラフトにはそこまで複雑なものは存在しない。
洞窟
山の中腹やふもとに生成される事が多い。すぐに行き止まりのものから岩盤近くまで続いておりダイヤモンドが露出しているものまで様々である。洞窟内に水源やマグマ溜まりがあることもある。クマがスポーンしやすい。
墓
墓石と周辺の装飾品で構成される。真下に空洞がありマップが生成されて間も無い頃はそこからレアアイテムが出てくることもある。花が添えられたもの、墓の下に玄武岩を使ったものなどが発見されている。墓石は花崗岩から作れる。
落し穴
広さ5×5程度、深さ4マスほどの、穴が出現する。マップ生成時には、カシの葉で蓋で隠されていることが多い。底にはトゲがしきつめられていることがある。

### 陸と海
Minecraftのスタート地点はランダムに決定されるのに対し、サバイバルクラフトではスタート地点から見た一方向が必ず海であるという特徴を持つ。これはサバイバルクラフトの設定が、「舟が主人公を無人島に置き去りにし、主人公はそこで生活することになった」というものであることに起因している。
陸
バイオームが存在する、ゲームのメインの舞台となる場所。東は海であるため、残りの3方向に向かって広がっている。
海
一面が水で満たされている。鮫やシャチなどがいる。陸地から離れるに連れて深くなっている。Creative modeで、スーパーフラットの地形を作成した場合、なだらかに下がることはなく。陸地のすぐ隣のマスから、岩盤まで落ち込んでいる。

### 天気
サバイバルクラフトの気候は、晴れ、曇り、雨、雪の4種類があり雨、曇り、雪には雷が伴う。晴れの空はリアルな雲が浮かんでいるが、動きはしない。曇りになると、空は一面白になり、やがてその地域のバイオームにあわせて雨や雪が降ってくる。なお、砂漠地帯には雪、雨共に振らない。そのため、雨が降っている地域から砂漠に移動すると、途中で雨が消える。
雷
曇り及び雨、雪の時に、地上に向けてある程度ランダムに落ちてくる。プレイヤーに当たると即死する。山や木の上などその地域のなかで標高の高い場所に落ちやすい。雷に限り砂漠地帯にも落ちるので、起伏のない砂漠地帯で曇りになった時は警戒が必要。雷には着火性があり、木や板に当たると火がつく。このため家の屋根を木で作ると火事になることがある。

### 昼と夜
サバイバルクラフトの世界では、太陽が東から昇って西に沈みそれと前後して月が出てくるという現実世界によく似た昼夜構成になっている。
星空
夜になった時に空が曇っていないと、星を見ることができる。この星空は少しずつ動いており、星空が見える形で睡眠にはいると星が高速で移動するのが一瞬みえる。
月
月は新月、満月を含め8種類あり8日で一周期となる。また、新月と満月の夜には狼が狼男に変身する。この月は満ち欠けに関係なく日没と共に出てきて、日の出前に沈む。また、本来上弦の月は弧を下にして上がってくるが、この世界では垂直に上がっていき垂直に沈む。

## 動物
Minecraftと同じく、Survivalcraftにも、プレイヤーと異なるキャラクターが存在する。Minecraftでは、デフォルメされたり、ファンタジーの世界観のキャラクターが多くmobと呼ばれる。一方Survivalcraftでは、実在する動物しか出てこない。造形も現実味を帯びたものが多い。これ以降、動物のことはminecraftにならい、mobと総称する。
Survivalcraftの動物には、攻撃した時に逃げていく友好mob、攻撃すると反撃してくる中立mob、プレイヤーが一定以上に近づくと襲ってくる敵対mobの3種類がある。中立mob、敵対mob共に、一定以上ダメージを与えると攻撃を止め逃げていく。又、雪が降る地域でのみ白い個体がスポーンするmobもいる。

### 食物連鎖
Ver1.26にて実装されたシステム。元々、プレイヤーが動物を倒して肉がドロップした時に近くに肉食動物(狼やライオンなど現実世界と同じ)がいると肉を奪おうとしてきていた。Ver1.26にてそのシステムがさらに強化され、ライオンやトラが牛を襲ったりするようになった。肉食動物の近くに草食動物がいても襲わないこともあり、サイなど普通の肉食動物よりも強い草食動物も存在する。

### 友好mob(雄牛は中立mob)
哺乳類
- 牛(Bull,Cow)
- 馬(Horse)
- ラクダ(Camel)
- ロバ(Donkey)
- トナカイ(Reindeer)

シマウマ(Zebra)
ヘラジカ(Moose)
鳥類
- ダチョウ(Ostrich)
- アヒル(Duck)
- カモメ(Seagull)
- カラス(Crow)

魚類
- スズキ(Bass)

### 中立mob
哺乳類
- イノシシ(Wild Boar)
- 狼(Wolf)
- キリン(Giraffe)
- コヨーテ(Coyote)
- ヌー(Gnu)
- ハイエナ(Hyena)

鳥類
- ヒクイドリ(Cassowary)

魚類
- エイ(Ray)

### 敵対mob
哺乳類
- 狼男(Werewolf)--満月、新月の夜に狼が変身したもの。このゲーム内で唯一の空想上の動物
- クマ(Bear)
- トラ(Tiger)
- ライオン(Lion)
- シャチ(Killer whale)
- シロイルカ(Beluga)

魚類
- オニカマス(Barracuda)
- サイ(Rhino)
- サメ(Shark)
- ピラニア(Piranha)

## 植物
survivalcraftには様々な植物が存在する。殆どの植物は土の上で生えるが、サボテンに限り砂地で生える。植物によっては様々なアイテムに加工できるものがある。

### 木
気候にあわせて、3種の樹木が存在する。カシの木の葉が草トラップに使用できること以外、作れるものに変りはない。
- カシ(Oak)
- シラカバ(Birch)
- トウヒ(Spruce)

- 枯れ灌木--上記3種の木を、砂地やその樹木の生育限界を超えた場所に植えるとできる。なにも得られず壊すと消える。少し育った大きい灌木もある。

### 草花
馬やろばの餌として使える草。花は色付きの塗料を作るのにも使われる。
- 背の高い草(Tall Grass)
- 花(Flowers)--紫、白、赤の3種がある。

### 農業用植物
食用に使うライ麦、カボチャ、服の生地に使う綿花の3種がある。綿花はVer1.26にて追加。

### 特殊な植物
土の上で生えない植物が2種ある。
- サボテン(Cactus)--触れたmob及びプレイヤーにダメージを与える。
- ツタ(Ivy)

## アイテム
Survivalcraftは、世界を構成するもの全てがアイテムとしても利用できるため、アイテムとそうでないものとの境界がはっきりしていない。ここでは、
- ブロック
- 半板、階段ブロック
- 鉱石
- 流動ブロック(水、溶岩)
- 家財道具(かまど、扉、柵、罠など)
- 一次材料(ブロックや鉱石を加工してできる、他のアイテムを作るための材料となるアイテム)
- 作業道具
- 電気系統
- 衣類
- 食品
- 塗料
- Creative modeでのみ使えるアイテム

に分けて紹介する。植物に関しては植物の項を参照。

### ブロック
ブロックは、次の方式に従って書かれている。
名前(英語)
- 存在範囲:地表、浅地下(地下浅く)、中地下(浅地下と深地下の中間)、深地下(地下深く~岩盤の上)、無(人工)/それぞれのバイオーム
- 存在量:超(いくらでも)、多(多め)、中(少し多め)、少(少ない)、無(人工)
- 重力:有(下に他のブロックがないと落ちていく)、無(下に他のブロックがなくても落ちていかない)
- スタック:不可/可(上限)
- 塗装:可/不可
- 作れるもの
- 原料(ない場合、「原」と表示)
- 特徴

土(Dirt)
- 存在範囲:地表/平原、森林
- 存在量:超
- 重力:無
- スタック:可(40)
- 塗装:不可
- 作れるもの:耕した土
- 原料:原
- 特徴:日光の当たる場所のものは、上の面が緑に変わる。

耕した土(Soil)
- 存在範囲:無
- 存在量:無
- 重力:無
- スタック:不可
- 塗装:不可
- 作れるもの:農業作物
- 原料:土
- 特徴:農業作物を、野生のものから成熟させる時に必要。土を鍬で耕すことで作れるが、ブロックを破壊するとただの土に戻る。

砂(Sand)
- 存在範囲:地表/砂漠
- 存在量:超
- 重力:有
- スタック:可(40)
- 塗装:不可
- 作れるもの:ガラス
- 原料:原
- 特徴:砂漠地帯を厚さ3~6ブロックにわたり埋め尽くしている。

砂岩(Sandstone)
- 存在範囲:地表~浅地下/砂漠
- 存在量:多
- 重力:無
- スタック:可(40)
- 塗装:不可
- 作れるもの:無
- 原料:無
- 特徴:砂漠の砂の下の地層にこれが広がっている。

花崗岩(Granite)
- 存在範囲:浅地下~中地下/平原、森林及び地表~中地下/山岳
- 存在量:超
- 重力:無
- スタック:可(40)
- 塗装:可
- 作れるもの:丸石
- 原料:丸石
- 特徴:地表から地下に大量に存在するが、掘削すると自動的に丸石に変わる。かまどで焼くことで、花崗岩に戻せる。

丸石(Cobblestone)
- 存在範囲:無
- 存在量:無
- 重力:無
- スタック:可(40)
- 塗装:不可
- 作れるもの:

- 花崗岩、石レンガ
- 石のツルハシ、石のシャベル、石のオノ、石のすき、石の剣、石の槍
- 石のかまど

- 原料:花崗岩
- 特徴:天然には存在しないが、花崗岩を破壊すると自動的に変化するので、存在量は莫大とも言える。各種の道具を作るのに活躍する。

石レンガ(Stone brick)
- 存在範囲:無
- 存在量:無
- 重力:無
- スタック:可(40)
- 塗装:可
- 作れるもの:無
- 原料:丸石
- 特徴:丸石を加工して作る。見栄えがよく、耐久力も上がるため、家の壁などに使われる。

玄武岩(Basalt)
- 存在範囲:中地下~深地下/バイオーム問わず。
- 存在量:超
- 重力:無
- スタック:可(40)
- 塗装:可
- 作れるもの:柵
- 原料:無
- 特徴:花崗岩の下の地層を構成するブロック。花崗岩よりも色が濃く。掘削に時間がかかる。

粘土(Clay)
- 存在範囲:地表~浅地下/水のある場所の近くや、池の底
- 存在量:多
- 重力:無
- スタック:可(40)
- 塗装:不可
- 作れるもの:レンガ
- 原料:無
- 特徴:池の底などに存在し、レンガの材料となる。シャベルでもツルハシでも同じくらいの速さで掘削できる。

レンガブロック(Brick)
- 存在範囲:無
- 存在量:無
- 重力:無
- スタック:可(40)
- 塗装:可
- 作れるもの:レンガ
- 原料:レンガ
- 特徴:粘土を焼くと得られるレンガを、4つ組みあわせて作る。レンガに戻すことも可能だが、その場合レンガは1つしか得られない。

石灰岩(Limestone)
- 存在範囲:地表〜浅地下/草原、森林
- 存在量:中
- 重力:無
- スタック:可(40)
- 塗装:可
- 作れるもの:顔料、大理石
- 原料:無
- 特徴:草原や森林に露出していることもある岩石。そのまま焼くと顔料に、砂と混ぜてやくと大理石を作ることができる。

砂利(Gravel)
- 存在範囲:地表〜浅地下/海岸、草原
- 存在量:多
- 重力:有
- スタック:可(40)
- 塗装:不可
- 作れるもの:石つぶて
- 原料:無
- 特徴:掘削すると、一定の確率で石つぶて2~3個に変わる。砂利ブロックのまま取れることもある。海岸に多く存在する。

岩盤(Bedrock)
- 存在範囲:深地下/全てのバイオーム
- 存在量:超
- 重力:不明
- スタック:不可
- 塗装:不可
- 作れるもの:無
- 原料:無
- 特徴:世界の最下層に存在する、破壊できないブロック。玄武岩の下にある。ランダム生成のマップだと多少起伏がある。フラットワールドを作ると、海底はこれで敷き詰められる。

厚板ブロック(Plank)
- 存在範囲:無
- 存在量:無
- 重力:無
- スタック:可(40)
- 塗装:可
- 作れるもの:木の棒、半板、ウィッカーランプ
- 原料:原木(カシ、シラカバ、トウヒ)
- 特徴:

炭ブロック
- 存在範囲:浅地下
- 存在量:少
- 重力:無
- スタック:可(4)
- 塗装:不可
- 作れるもの:炭
- 原料:炭
- 特徴:炭ブロックを9個使ってできる、炭のみの黒いブロック。かまどでの効率は石炭9個よりも悪い。

鉄ブロック
- 存在範囲:無
- 存在量:無
- 重力:無
- スタック:可(4)
- 塗装:不可
- 作れるもの:鉄インゴット
- 原料:鉄インゴット
- 特徴:鉄インゴットをまとめてブロックにしたもの。Creative mode 以外には使い道、作る必要共にあまりない。Creative modeでは単純にブロックの1つとして使えるので、建築材料になる。色は純白。全てのブロックの中で、ダイヤモンドブロックに次いで耐久力(爆発に対する耐性及び壊しづらさ)がある。

銅ブロック
- 存在範囲:無
- 存在量:無
- 重力:無
- スタック:可(4)
- 塗装:不可
- 作れるもの:銅ブロック
- 原料:銅ブロック
- 特徴:鉄ブロックと同じ。色は茶

ダイヤモンドブロック
- 存在範囲:無
- 存在量:無
- 重力:無
- スタック:可(4)
- 塗装:不可
- 作れるもの:ダイヤモンド
- 原料:ダイヤモンド
- 特徴:鉄ブロック、銅ブロックと同じ。色は水色。全てのブロックの中で最も耐久力が高いが可燃性のため、近くで爆弾を爆発させると引火することがある。

氷(Ice)
- 存在範囲:寒冷地の海、池の上
- 存在量:中
- 重力:無
- スタック:不可
- 塗装:不可
- 作れるもの:水
- 原料:水
- 特徴:雪の降る地帯で水が凍ったもの。ツルハシなどで壊すと水に変わってしまうため、Creative mode以外では利用できない。Creative modeでも、暖かい地帯に置くとやがて溶けて水に戻る。

### 半板、階段ブロック
ロックの中である種類のものは、普通のブロックの半分の厚さの半板ブロック及びブロックの半分の段差2段で構成される階段ブロックに加工することができる。現在加工できるものは、
```
丸石、玄武岩、砂岩(自然から直接取れる)
厚板、石レンガ、花崗岩、レンガ(採取したものを加工して原料とする)
```

である。
塗装について
厚板や玄武岩など塗装のできるものは、塗装をしていない物からしか作ることができない。出来上がった階段、半板ブロックも塗装は出来ない。
水、溶岩との関係
通常のブロックは、水や溶岩と接触しても変化しない(燃えるものの場合、溶岩に触れると燃える)が、半板、階段ブロックがこれらに接触した場合、ドロップ(ブロックの固定が外れる)される。
スタック
40個まで

### 鉱石
survivalcraftの世界では、様々な鉱石が存在する。地上に露出しているものは殆どなく、大体はツルハシで掘削して集める。特定の道具を使わないと集められない鉱石もある。もし特定の道具を使わずに掘削した場合、そこのブロックは壊れるが、鉱石はドロップせず消える。
石は以下の方式によって書かれている。又、便宜上石炭も鉱石の1種として扱う。
```
名前(英語)
存在範囲:地表、浅地下(地下浅く)、中地下(浅地下と深地下の中間)、深地下(地下深く~岩盤の上)、無(人工)/それぞれのバイオーム
存在量:多(多め)、中(少し多め)、少(少ない)
採掘量:1つのブロックから取れる量
採掘道具( 素手、木のツルハシ、石のツルハシ、鉄のツルハシ、ダイヤモンドのツルハシ)、書かれた道具とそれより上のランクの道具で採掘可能。
スタック:不可/可(上限)
作れるもの
特徴
```

石炭(Coal)
- 存在範囲:地表~浅地下/山岳地帯、平原、森林
- 存在量:多
- 採掘量:3
- 採掘道具:素手
- スタック:可(40)
- 作れるもの:たいまつ、炭ブロック
- 特徴:地上に露出していることのある数少ない鉱石の一つ。木の原木をかまどで焼くことでも作ることができる(木炭と石炭の区別はない)。砂漠地帯の地下で見つかることもあるが、平原の方が浅いところで見つかる。

硝石(Saltpeter)
- 存在範囲:浅地下/砂漠
- 存在量:中
- 採掘量:2
- 採掘道具:石のツルハシ
- スタック:可(40)
- 作れるもの:爆薬
- 特徴:砂漠地帯で砂と砂岩の間に存在することがある。肥料、爆薬に使われる。埋蔵量は少ない。

鉄鉱石(Iron ore)
- 存在範囲:砂漠を除く全バイオーム/浅地下
- 存在量:多
- 採掘量:1
- 採掘道具:石のツルハシ
- スタック:可(40)
- 作れるもの:鉄インゴット
- 特徴:石炭の次に見つかりやすい鉱石。様々な鉄製品に使われる。鉱石としての存在量は後述の銅などよりも多いが、一つの鉱石から一つのインゴットしか作れないため、実際の存在量は銅と同じかむしろ少し少ないくらいとも考えられる。

銅鉱石(Marachite)
- 存在範囲:全バイオーム/中地下
- 存在量:中
- 採掘量:3
- 採掘道具:石のツルハシ
- スタック:可(40)
- 作れるもの:銅インゴット、銅鉱石ブロック
- 特徴:電気製品や、バケツを作るために使われる鉱石。農業や塗装などに使われるバケツの原料になる。

硫黄鉱石
- 存在範囲:中地下
- 存在量:中
- 採掘量:3
- 採掘道具:石のツルハシ
- スタック:可(40)
- 作れるもの:マッチ、爆薬、火矢
- 特徴:鉄と銅の間の深度に存在する、黄色い鉱石。マッチや爆薬の原料になる。

ゲルマニウム鉱石
- 存在範囲:全バイオーム/中地下~深地下
- 存在量:中
- 採掘量:1
- 採掘道具:石のツルハシ
- スタック:可(40)
- 作れるもの:ゲルマニウム結晶
- 特徴:電気製品は銅だけでも作れる物が多いが、電気回路にはゲルマニウムが必要となる。銅と同じくらいの深度に存在する。

ダイヤモンド鉱石(Diamond Ore)
- 存在範囲:全バイオーム/深地下、狼男
- 存在量:少
- 採掘量:3
- 採掘道具:鉄のツルハシ
- スタック:可(40)
- 作れるもの:ダイヤモンド道具、
- 特徴:全鉱石の中で最も深いところに存在し、最も量が少ない。鉄のツルハシ以上でないと取れず、石のツルハシなどで掘ると、ブロックが壊れても、何もドロップしない。現在では狼男からのドロップもある。

### 流動ブロック
Survivalcraftには、普通のブロックと違い重力によって周囲に広がる流動的なブロックがある。現在Survivalcraftでは溶岩と水があり、基本的な性質は変わらない。以下にその主な特徴を示す。
- 水、溶岩は、バケツで採取できる。
- どちらもバケツに水源、溶岩源として採取される。
- これは溶岩、水の入ったバケツをもちながら、周辺をタップすると、その場所を中心に水源、溶岩源が出現し、周囲を巻き込むということである。
- 溶岩、水は、平地では7マスまで広がる。もし、7マス以内に1段以上さがった場所がある場合、そこに向って広がる。
- 7マス目で1段下げるをくりかえすと、水路が引ける。
- 水源、溶岩源は、触れたアイテムをドロップさせることがある。ドロップさせるアイテムは以下の通りである。
  - 階段、半板ブロック
  - ドア、かまど
  - たいまつ、ウィッカーランプ
  - 電気系統全て
  - 木を除く植物
  - クリスマスツリー、ジャックオランタン(ばらばらになり、クリスマスツリーからは木の葉、ジャックオランタンからはたいまつのみがドロップする。

マグマと水の違い
上記のような特徴が流動ブロックの主なものであるが、これ以外にも溶岩と水ではそれぞれ異なった性質を持っている。
- 溶岩は触れた物が可燃性だった場合、それを燃やす。
- 広がる速さは、溶岩<水。
- 溶岩の中にドロップしたアイテムは、その時点で消滅する。このため溶岩は、ゴミ捨て場に使用できる。

### 家財道具
家を作ったり、快適な生活をする上で欠かせないアイテムが、家財道具である。名前の右にDropと書いてあるものは、水及び溶岩でドロップされる。
作業台(Crafting table)
ゲーム序盤から必要となる道具。9個（3×3)のスロットをもち、それぞれの場所に適切に材料を置くことで、新しいアイテムを作ることができる。
厚板4枚から作られる。
元々プレイヤーには、4個(2×2)の作業スロットがあるが、これで作れるアイテムの種類は少なく、ツルハシ、斧、シャベルは全て作業台を使わなければ作れない。
9個のスロットは、アイテムを置いたままにしても保存されるため、次に紹介するチェストを作るまでの間、そのかわりとしても使用できる。
Ver1.26から、デフォルトのテクスチャがそれまでの箱のような外見から机のような外見に変更された。よりそれらしい見た目になっている。
チェスト(Chest)
アイテムを保存しておける容器。厚板8枚から作られる。序盤においての必要度は低いが、所持するアイテムの種類が増えてくると欠かせないものになる。1つのチェストあたり、プレイヤーの所持品スロットと同じ16個。それぞれのスロットに置けるアイテムは、花崗岩や砂などのブロックなら40個、食料なら12個等上限がある。
可燃性のため、マッチや溶岩にふれると燃える。燃えつきると、中のアイテムも全て消滅する。
かまど(Furnace) Drop
肉、魚など食品を焼く、炭を作る、金属を精錬するなど、生活が安定してくると必要度が増すアイテム。花崗岩8個で作られる。
かまどを使うのに必要なのは燃料と材料であるが、アイテムの中には、材料2種類を使うものもある。
燃料として使えるものは、木由来のものと、炭およびサボテンである。それぞれどれくらい炎が持続するかの指標がある。
- 木の葉:1
- サボテン:5
- 原木:20
- 炭:80

燃やしたり、焼いたりできる個数の目安としては、炭1つで11個強。原木1個で3個ほど。
扉(Door) Drop
家を作る上で見ための上でも、利便性の上でも重要なアイテム。木製、鉄製、鉄格子製の3種類がある。
タップで開閉する。導線(電気系統にて詳しく解説)を接続することで自動ドアも作れるようになる。木製のドアは導線をつけても手動(タップ)で開けるで開けることができるが、金属製のドアは導線をつけると、手動では開閉できなくなる。
上げぶた(Trap door) Drop
上向きに開くドア。木製と鉄製がある。普通のドアが、幅1マス、高さ2マスの大きさなのに対し、上げぶたは縦横1マスの正方形となっている。鉄製は導線をつけると手動では開かなくなるところも同じ。
柵(Fence) Drop
家のまわりに設置すると、見た目がよくなる。高さ1ますで、木製、丸石製、鉄製(鉄インゴットを精錬してできる鉄棒をつかう)がある。木製と鉄製は、設置しても向こう側が見えるが、丸石製は、向こう側が見えなくなる。柵1つだけではただの棒にしか見えないが、2個以上横に繋げると、柵になる。柵の縦の部分と、横の部分では、高さの判定が違うため、1マスだけの高さの柵なら場所によってはプレイヤーはのりこえることができる。
たいまつ(Torch) Drop
明かり。木の棒と炭1こから2個作れる。地面もしくは壁面に設置でき、周囲7マス前後を明るくする。昼間はこの明かりよりも太陽光の方が明るいため目立たないが、夜や洞窟の中では重要なものとなる。燃え尽きることはないため、半永久的な照明となる。
ウィッカーランプ(Wicker lamp) Drop
たいまつと、木の棒、厚板から作られる。たいまつより明るく、10マス前後を照らす。ブロックの形をとるため、より文明的な家にできる。ド
蛍光灯
現在最も明るい照明。銅インゴットとガラスから作られる。天井及び壁面につけることができる。実際に灯りをつけるには導線を経由してスイッチをつける必要があり、他の照明に比べるとコストがかかる。
トゲ(Spine) Drop
上に乗るとダメージを与えるアイテム。自然に生成される落とし穴の底にこれがあることもある。ダメージ量は剣や槍よりも強く、ほぼ逃げれないためプレイヤーがのると即死する。他の動物も時間差で死ぬ。回路に組み込むことでトゲが出し入れできるので、罠に使われる。
はしご(Ladder) Drop
壁に沿ってつけることで、上方に登ることのできるアイテム。二階建ての家を作るときなどに、階段とともに使われる。階段と違い、mobは使うことができない。
柵、塀(Fence) Drop
動物やプレイヤーの動きを妨げるアイテム。原料は木の棒、丸石、鉄棒。石の柵は視界を全て塞ぐので、塀ともいえる。普通のブロックよりも細が、上方向の当たり判定は普通のブロック1個分よりも大きいため、1つだけでも大抵の動物は柵を越えられない。当たり判定には差があり、縦の柱の方が横の柱よりも低い。プレイヤーはそこに限っては乗り越えられる。
開閉式柵
上記の柵の変種。ドアと同じように、タップすることで開け閉めできる。木製と鉄製のものがあり、丸石製のものはない。
看板
文字を入力することができ、標識になる。壁に付けることと、地面に立てることができ、見た目がかわる。電気信号が送られると、アイテムスロットの上に、メッセージを表示することができる。webリンクを書きこむことも可能。

### 一次材料
アイテムの中には、それ単体では役に立たず、ブロックとしても利用できないものがある。これらは、より高度なアイテムを作る材料に使われる。
炭(石炭、木炭の違いはない)
木の原木を焼くか、石炭塊から取れる。かまどでの燃料にもなる。これを原料とするアイテムは
- たいまつ
- 黒色塗料

である。
木の棒(Stick)
厚板2枚から4本作られる。これを材料とするアイテムは、
- 作業道具
- はしご、柵
- たいまつ、ウィッカーランプ

である。
鉄インゴット
鉄鉱石を精錬して作られる。9個まとめて、鉄ブロック、さらに精錬することで鉄棒を作ることもできる。これを材料とするアイテムは、
- 鉄系の作業道具
- コンパス
- ホイッスル

である。
鉄棒(Iron stick)
鉄インゴットをさらに精錬することで作られる。鉄柵を作るときに使われる。
銅インゴット
孔雀石を精錬して作られる。バケツや、蛍光灯以下あらゆる電気系統の部品の材料となる。
硫黄
硫黄鉱石を壊すと取れる。マッチ、爆薬、火矢に使われる。
ゲルマニウム結晶
ゲルマニウム鉱石を精錬して作られる。銅と組み合わせて、様々な回路を作るのに使われる。単純な回路の場合、必要ないことが多い。
ダイヤモンド
ダイヤ鉱石を掘るか、狼男を倒して手に入れる。ダイヤ道具の原料や、コンパスを作るのに使われる。

### 作業道具
ブロックを壊すときに時間を短縮するのに使ったり、その道具を使ってしか採掘できない鉱石をとる事などに使われる。原料は木の棒2本に対し、木、花崗岩、鉄、ダイヤモンドを組みあわせる。
斧(Axe)
木を切るときに使われる。Ver1.27より、これで動物に攻撃をすると、剣よりも高いダメージを与えられるようになった。但し、命中率は剣より悪い。
ツルハシ
岩を砕いたり、鉱石を採掘したりするときに使う。斧と同じく必需品。花崗岩のものは大量に作れるが、ダイヤモンドを採掘することはできない。
くわ
綿やライ麦を育てるときに、土ブロックを耕すのに使われる。

### 衣類
Ver1.26にて追加され、ver1.27ではその種類がふえた。原料は革、毛皮、綿、木、鉄、ダイヤモンド等。装備することで、寒冷地での体温の低下を防いだり、mobからの攻撃によるダメージを軽減したりする。その一方で、重装備の服は移動速度を遅くしたり、水から浮きあがれなくなったりする。帽子、下着、上着、ズボン、靴の4種類があり、鉄、ダイヤモンド、木でつくられたもの以外は、全て染色することができる。
初期装備
無人島におきざりにされる主人公という設定のため、ゲームスタート時のみ、ぼろぼろの服を着ている。この装備はクラフトすることができない。

### 食料
Survivalcraftにおいて、食料は植物由来のものと動物由来のものに大別される。動物由来のものがどのmobからドロップされるかは、#動物を参照。異なる種類の動物からでも、同じものがとれる。

#### 動物由来のもの
- 肉(Bacon)
- 鳥肉(Chicken)
- 魚肉
- カモメ、カラス、アヒルの卵
- ダチョウ/ヒクイドリの卵
- 牛乳

牛乳をのぞき、肉は焼く、卵は茹でることで、満腹度があがる。鳥の卵は(カモメ/カラス/アヒル)と(ダチョウ/ヒクイドリ)で満腹度が違う。

#### 植物由来のもの
動物由来のものと違い、満腹度をあげる仕組みは存在しない。
- カボチャ

## バージョン履歴
アップデート履歴
サバイバルクラフトは2011/11/16にWindows Phone 7にて、ファーストリリースが行われた。Android版は、2012/10/14に、バージョン1.17から登場した。Amazone版はそれから1カ月以内に、1.18から供給され始めた。iOS版の初認可は、2013/4/26にバージョン1.21からされた。全てのプラットフォームでアップテデートは同時に出されるが、ストアによる審査によって、遅れが生じることがある。
(概ねAndroidと比べ、Amazon、Appleで1週間ほど。)
アップデートの内容については、事前に作者のブログで見ることができる。(2015年の4月から更新が止っており、現在の作者の状況は不明)2015年12月に更新が復活した。
Alpha 1.1
追加アイテム:
- 木のつるはしと斧
- 石のつるはし、シャベル
- 鉄のつるはし、シャベル、斧
- 枠付きガラス(窓用)
- 純鉄、純銅ブロック
- 砂利が浜辺に生成されるように

プレイに関して:
- 自動ジャンプ機能の追加。

追加された機能:
- カメラボタンによるスクリーンショット
- 図鑑(全てのアイテムの説明と作り方)
- 最後に死んでからの時間の表示
- 光源から光の広がる距離の最大距離を15マスに(Alpha1.0では8マス)
  - たいまつは13マス。
  - ウィッカーランプは15マス。
- 道具の耐久度を追加。使うと低下していき、やがて壊れる。
- 体験版の使用時間を15分に延長。
- よくあった要望のMinecraftをモデルにした道具が追加。
  - シャベルは柔らかい素材を掘るのに
  - ツルハシは固い素材を採掘するのに
  - 斧は有機物(植物)を切るのに

それぞれ使われる。
- 減った体力は時間とともに回復する。(より適したシステムが追加されるまでの一時的な措置)
- 操作の感度が設定から変えられるように。使い勝手の微調整に。
- タップ時間を設定から変えられるように。
- 「睡眠」追加。周囲が充分に保護されていて、乾燥していて柔かく、居心地のいい場所で、睡眠ができる。
- 睡眠はリスポーンの場所を睡眠した場所にセットする。もうスタート地点の海岸にはリスポーンしなくなる。
- 夜間の闇の再現性が悪い携帯電話のサポートのため、設定から夜間の明るさを増加できるように。
- 自殺ボタン(プレイヤーを現在の苦痛から解放する。)の実装。

Alpha 1.2
追加アイテム:
- 木、丸石、砂岩、石レンガの階段/半板
- 木、鉄、鉄格子のドア
- はしご
- 雪、氷
- クリスマスツリー
- 窓ブロック

システム変更:
- ドロップしたアイテムが消えるまでの時間を延長。
- 砂岩の見た目をよりそれらしく変更。
- 鉄の道具の耐久性が上昇
- スクリーンショットにGUI(アイテムスロットや、各種ボタン)を含むか否かが設定画面から選択可能に
- 忍び足の実装。
- 周辺の原木を全て伐採すると、葉が枯れて消えるように。
- タップできる最大距離の増加。タップがきちんと合っていない人々を助けるため。

バグ修正:
ボタンとドラッグに関して(anteater80の報告による)
Alpha 1.3
追加アイテム:
- 玄武岩、石灰岩
- 大理石
- かまど

システム変更:
- より変化に富んだ地下に
- 金属の精錬が可能に(かまどの追加による)
- スクリーンショットにsurvivalcraftのロゴを写さないようにする設定が可能に。

バグ修正:
- 海面近くで、階段がプレイヤーの動きを妨げる。
- 雪と水が、ほかのブロックの下で透明になる。
- プレイヤーがドアと衝突しない(すりぬける)
- クラフト中にアイテムスロットが満杯になると、アイテムが消える。

その他:
フレームレートと画質の最適化。
Alpha 1.4
追加アイテム:
- 粘土(湖の底に生成)
- レンガ、レンガブロック、レンガの階段と半板。

システム変更:
- 資源の量が増加
- 石灰岩の量を削減
- 石灰岩のテクスチャを改良

大きなワールドで遅延が発生するのを修正する新しいワールドフォーマット
バグ修正:
- 一貫しないジャンプの動き

Alpha 1.5
追加mob:
アヒル、カモメ、カラス
追加アイテム:
- 生の鳥肉、焼いた鳥肉
- 木の槍、石の槍、鉄の槍
- 石ころ追加(投擲用)

システム変更:
- 乱闘能力追加
- 投擲能力追加
- ワールドがより大きなバイオームを持つように
- ワールドシードがゲームメニューに表示されるように
- ワールド名のランダム化
- 健康が食事によって回復するように
- 健康は自動的には回復しなくなる
- 水の上に投げた石が跳ねるように

その他:
- 体験版の制限時間を25分に延長

Alpha 1.6
システム変更:
- 槍の速度をわずかに減少。
- 健康の自動回復の再設定

バグ修正:
- 古いバージョンのワールドのロード
- 忍び足状態(sneak mode)で自分を攻撃する

Alpha 1.7
追加アイテム:
- 木の上げぶた、鉄の上げぶた
- 雪球
- トゲ付き板
- 草の罠
- 生肉、焼いた肉

追加mob:
イノシシ
システム変更:
- 水のアニメーションが追加
- 死んだ鳥が音を出さなくなった
- 意図的に置いた葉が枯れなくなった
- Harmless、Challenging、Cruelの3つのゲームモードが追加
- 玄武岩の量を削減
- より多くの鉄と孔雀石が生成されるように
- 図鑑のカウンターを追加。(恐らく、各カテゴリに含まれるアイテムの数の表示)
- 水が、プレイヤー、動物、水によってドロップされるもの(半板、階段、たいまつなど)を運ぶように

その他:
- 体験版のプレイ時間を15分に短縮。

Alpha 1.8
追加アイテム:
- バケツ、水バケツ、マグマバケツ
- マグマ

システム変更
- 広角、普通の2種類のカメラアングルが使えるように
- 攻撃を受けた鳥はすぐに逃げ出すように
- Creative mode追加
- ワールド名変更が可能に
- ゲームモードの変更が可能に
- 特定のブロックは、間違った道具ではドロップしなくなる
- 垂直方向の水の広がりが追加。
- 光源が、地形をより明るく照らすように
- ワールド名と、ディレクトリ名は同じものではなくなった。
- 地形生成の微調整。
- 解析用の、パフォーマンス情報のログが記録されるようになった。

バグ修正:
- ブロックされた洞窟の入口を修正。

Alpha 1.9
アイテム追加:
- 柵
- 階段ブロック
- 半板ブロック

システム変更:
- Dropboxでワールドのダウンロード/アップロードが可能に
- Dropboxでテクスチャのダウンロードが可能に
- 4つ以上のワールドを保持することが可能に
- 図鑑のカテゴリ分けを整理

Alpha 1.10
追加アイテム:
- 標識、webリンク付き標識
- 硫黄鉱石、硫黄
- 硝石塊、硝石

追加mob:
- 雄牛

システム変更:
- Adventure mode追加
- 巨大な地形データの読みこみ速度を改善

バグ修正:
- ダイアログボックスの戻るボタン

Alpha 1.11
追加アイテム:
- マッチ

システム変更:
- 光源と影の改良
- マグマが流動性に
- 「火のついた動物の行動」追加

Alpha 1.12
追加アイテム:
- 牛乳入りバケツ

追加mob:
- 狼、コヨーテ
- 雌牛

システム変更:
- Creative modeでワールドを作るとき、スーパーフラットが可能に。
- 新しい操作方式(十字ボタン)の追加
- Creative modeで、掘削時間を変更できる
- 動物が群れをつくる

バグ修正:
自動ジャンプ(動物と激突したときに発動しないように)
Alpha 1.13
追加アイテム:
- コンパス
- 鳥の卵
- スポーナー
- 苗木

システム変更:
- アイテムの直接描画
- 空が朝夕色付く
- 星の追加
- プレイヤーが地域を離れたときでもその場所の動物が残る
- 鳥が卵を産む
- 草の成長
- 木の成長
- 植林
- Dropboxのポストログインページを追加

バグ修正:
- ぶつけた雪玉が消えない
- スタック上のアイテムを食べる